# Eva Goldbeck
Eva Goldbeck (Berlín, 1901-Nueva York, 26 de mayo de 1936) fue una novelista, crítica y traductora estadounidense.
Eva Goldbeck (1901, Berlín - May 26 1936, New York) American novelist, critic, and translator.

### Early life
Goldbeck was born in Berlin Germany to world renowned opera singer Lina Abarbanell and political writer Eduard Goldbeck. Her and her parents immigrated to the United States after the first World War. 

#### Translations
Goldbeck worked with exiled German writer Bertolt Brecht translating his political plays from German to English. 
En 1928 conoció al compositor Marc Blitzstein, que le presentó a Bertolt Brecht, autor que ella tradujo al inglés y él adaptaría sus obras. Viajaron por Europa y a pesar de la abierta homosexualidad de Marc, se casaron en Filadelfia en 1933. Él le dedicó sus composiciones Caín, Romantic Piece for Orchestra y String Quartet. [cita requerida]
Sufrió de anorexia nerviosa y murió de cáncer de seno a los 35 años. Su muerte inspiró a Blitzstein a componer The Cradle Will Rock en 1937.